# Paula Teixeira da Cruz
Paula Teixeira da Cruz (Luanda, 1 de junio de 1960) es una abogada portuguesa, actual vicepresidente del PSD y ex ministra de Justicia.
Nacida en Luanda durante la época colonial portuguesa. Se licenció en Derecho por la Universidad Libre de Lisboa en 1987 y fue docente en esa misma universidad en el área de Derecho Administrativo. Ejerce de abogada desde 1992.
Se afilió al PSD el 2 de octubre de 1995 y en 1998 es elegida concejala en Lisboa. Fue miembro del Consejo Superior de la Magistratura entre abril de 2003 y marzo de 2005. En 2010 es elegida vicepresidenta del PSD debido a su apoyo a la candidatura del actual primer ministro Passos Coelho.